# Warwariwka (Poltawa, Martyniwka)
Warwariwka (ukrainisch Варварівка; russisch Варваровка Warwarowka) ist ein Dorf im Osten der ukrainischen Oblast Poltawa mit etwa 1900 Einwohnern (2001).

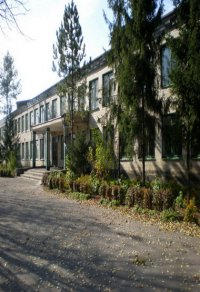
Gebäude im Ort

Das erstmals 1709 schriftlich erwähnte Dorf, eine weitere Quelle nennt 1760 als Gründungsjahr, liegt auf einer Höhe von 97 m am Ufer des Ortschyk, einem 108 km langen, rechten Nebenfluss des Oril, 16 km nördlich vom ehemaligen Rajonzentrum Karliwka und 59 km östlich vom Oblastzentrum Poltawa.
Am 6. Dezember 2019 wurde das Dorf ein Teil der neugegründeten Landgemeinde Martyniwka, bis dahin bildete es die gleichnamige Landratsgemeinde Warwariwka (Варварівська сільська рада/Warwariwska silska rada) im Norden des Rajons Karliwka.
Am 17. Juli 2020 kam es im Zuge einer großen Rajonsreform zum Anschluss des Rajonsgebietes an den Rajon Poltawa.